# Shamo Quaye
Shamo Quaye (Tema, 22 ottobre 1971 – Tema, 30 novembre 1997) è stato un calciatore ghanese, di ruolo centrocampista.

## Biografia
Giocò per il Hearts of Oak nel suo paese natale, per l'Al-Qadisiya in Kuwait e per l'Umeå Fotbollsclub in Svezia. Morì in Ghana dopo un incidente in un'amichevole della nazionale.

## Palmarès

### Club
- Campionato ghanese: 1

Hearts of Oak: 1989-1990
- Coppa del Ghana: 1

Hearts of Oak: 1989
- Kuwait Emir Cup: 1

Al-Qadisiya: 1994

### Nazionale
- Bronzo olimpico: 1

Barcellona 1992